# Ula (Ula) superelegans
Ula (Ula) superelegans is een tweevleugelige uit de familie Pediciidae. De soort komt voor in het Oriëntaals gebied.